# Юлия Гипенрайтер
Юлия Борисовна Гипенрайтер (на руски: Ю́лия Бори́совна Гиппенре́йтер) е съвременен руска психоложка. Областите на научните ѝ дейности са: експериментална психология (психология на възприятията, психология на вниманието, психология на движението), системна семейна психотерапия, невро-лингвистично програмиране. Автор на многобройни публикации по психология.

## Биография
Родена е на 25 март 1930 година в Москва, Русия. През 1953 г. завършва отделението по психология на Философския факултет в Московския държавен университет. През 1975 г. получава докторска степен по психологически науки, а през 1978 – звание професор по психология.
Към 2010 г. все още е професор в Катедрата по обща психология в Московския държавен университет.
Има два брака: първият и мъж е нейният братовчед Вадим Гипенрайтер, а вторият е математикът Алексей Рудаков. Има 3 деца – две дъщери от първия брак и едно момче от втория.

## Научна дейност
Кандидатската дисертация на Юлия Гипенрайтер (с научен ръководител Алексей Леонтеф), защитена през 1961 г., предлага и утвърждава нов метод за измерване на степента на развитие на слуха на звуковите висоти, явяващи се основни за музикалния слух на човека. Показва, че при усложнени условия за оценка на високи звуци с различен тембър, значителна помощ оказва вокализацията (външна и вътрешна) и нейното обучение. Работата е позволила да се обоснове предположение за това, че усвояването от малките деца на тембровия език може да спре развитието на музикалния слух, от което следва, че е необходимо да се обръща специално внимание на развитието на музикалния слух на малките деца в периода на усвояването от тях на родната реч (във възрастта 1 – 2 години).
В работата и „За движението на човешките очи“ са изучени и изписани разнообразни видове движения на очите в контекста на човешките дейности и зависимостите на характеристиките на задачите, в които за включени.
Учебникът на Ю. Гипенрайтер „Въведение в общата психология“ е едно от основните учебни помагала в курсовете по психология.